# モスクワ室内合唱団
モスクワ室内合唱団(ロシア語: Московский государственный академический камерный хор、英語: Moscow State Academic Chamber Choir)は、モスクワを拠点とするロシアの合唱団。正式名称は、「モスクワ国立アカデミー室内合唱団」。略称は「МГАКХ」。日本では「国立モスクワ室内合唱団」、「国立モスクワ合唱団」とも表記される。結成以来、2019年までの半世紀近くにわたり、ウラディーミル・ミーニンが同団の芸術監督兼首席指揮者を務め、2025年現在もロシア本国では、彼の名前をとって「ミーニン合唱団」と呼ばれることも多い。

## 概要
ミーニンがグネーシン記念音楽教育大学の総長を務めていた1972年に、同大学の学生、卒業生、教師を集め結成した合唱団。「現代的ア･カペラのロシア室内合唱団の創設」「独唱者のアンサンブルの創設」を目指し、当初は22名から成るアマチュア合唱団として発足した。1972年4月23日にモスクワ科学者の家で最初の演奏会を開き、以後、週末や学業・勤務を終えた夜間に練習を行い、アンサンブルを練り上げていった。合唱作品を創作の中心としていた作曲家のゲオルギー・スヴィリードフやソ連文化省、マネージメント組織であるロスコンツェルトなどの支援もあり、結成して2年を経ない1974年1月1日付けでプロフェッショナルな国立組織へと昇格している。ルネサンス音楽から西ヨーロッパ古典音楽、ロシア・ソヴィエトの合唱作品、現代音楽、ロシア民謡、大衆歌曲までレパートリーは極めて広く、優れたアンサンブルに注目したスヴィリードフをはじめとするロシア・ソヴィエトの作曲家―ヴァレリー・ガヴリーリン、ロディオン・シチェドリン、ウラディーミル・ダシケーヴィチ、ギヤ・カンチェリらが合唱団を想定して曲を書き、作品の初演を依頼している。ロシア国内だけでなく、海外での演奏活動も極めて活発で、オーストリアのブレゲンツ音楽祭には1996年より2006年までの間、継続して出演し、オペラ、ミュージカルの合唱パートを担当した。2010年に開催されたバンクーバーオリンピックの閉会式ではア・カペラでロシア連邦国歌を歌う模様が世界各国に中継された。1986年の初公演以来、来日公演も数多く行っている。

## 主な録音
メロディア
- ロシア聖歌集
- モーツァルト：証聖者の盛儀晩課 ハ長調 K.339 他
- フランスの合唱曲とスヴィリードフの作品
- シューベルト：ミサ曲第2番 ト長調
- ヴィヴァルディ：グローリア ニ長調 RV.589(ソンデツキス指揮リトアニア室内管弦楽団他との協演)
- シチェドリン：封印された天使
- ラフマニノフ：聖金口イオアン聖体礼儀
- ガヴリーリン：独唱、合唱、オーボエと打楽器のための合唱交響曲「鐘」

Sacrambow
- ロシア民謡の心(1991年来日公演の際のライヴ録音)
- ロシア民謡集
- ロシア合唱曲集
- ラフマニノフ：晩祷

ドイツ・グラモフォン
- ロシア合唱曲集
- ラフマニノフ：合唱交響曲「鐘」、タネーエフ：カンタータ「ダマスクスのヨハネ」(プレトニョフ指揮ロシア・ナショナル管弦楽団他との協演)